# Strada statale 17 bis dir/B della funivia del Gran Sasso
La strada statale 17 bis dir/B della funivia del Gran Sasso è un'ex strada statale italiana.
La strada è stata dismessa dall'ANAS nel 2001.

## Percorso
La strada collega la Strada statale 17 bis della funivia del Gran Sasso e di Campo Imperatore con la stazione turistica invernale di Montecristo, sul versante meridionale del Gran Sasso, nel territorio comunale dell'Aquila.

### Tabella percorso
| della funivia del Gran Sasso |                                                    |      |           |
| Tipo                         | Indicazione                                        | ↓km↓ | Provincia |
|                              | della funivia del Gran Sasso e di Campo Imperatore | 0,0  | AQ        |
|                              | Sciovia di Montecristo                             | 1,8  | AQ        |